# Килчер, К’орианка
К’Орианка Вайра Коиана Килчер (англ. Q'Orianka Waira Qoiana Kilcher, род. 11 февраля, 1990, Швайгматт, Германия) — американская актриса.

## Биография
Отец — уроженец Перу, принадлежит к народу кечуа, из-за рабочих командировок почти не участвовал в воспитании детей. «К’Орианка» с языка кечуа переводится как «Золотой Орёл». Мать Саския Килчер швейцарского происхождения, родилась на Аляске, а обосновалась в Швейцарии. Дедушка по матери К’Орианки известный в США альпинист Рэй «Пират» Генет, а известная американская певица Джуэл Килчер — её двоюродная сестра.
Когда Килчер было 2 года, её родители перебрались в Гонолулу, Гавайи, тогда и родился её младший брат Кайноа, а через 8 лет второй младший брат — Ксихуару. Родной язык К’Орианки Килчер — испанский, также владеет английским, немного немецким и алгонкинским языками.
В 2010 году К’Орианка была задержана возле Белого дома в Вашингтоне. По информации полицейских, во вторник, 1 июня 2010 года, Килчер приковала себя наручниками к ограде, а её мать плеснула на неё чёрной краской. Таким образом актриса протестовала против визита президента Перу Алана Гарсии в США, после вооружённых столкновений между правоохранительными органами Перу и амазонскими индейцами, в ходе которых погибло несколько десятков человек. К’Орианке предъявлены обвинения в нарушении общественного порядка, а её матери — в порче государственного имущества.
С 2018 года режиссёр Адам Вилласенор и актриса К’орианка Килчер состоят в отношениях, они поженились пять лет спустя.

## Фильмография
| Год       |     | Русское название                 | Оригинальное название              | Роль                                                            |
| --------- | --- | -------------------------------- | ---------------------------------- | --------------------------------------------------------------- |
| 2000      | ф   | Гринч — похититель Рождества     | How the Grinch Stole Christmas     | Хористка                                                        |
| 2002      | с   | Мэдисон Хайнтс                   | Madison Heights                    | Мария Бетанкур                                                  |
| 2005      | ф   | Новый Свет                       | The New World                      | Покахонтас                                                      |
| 2007      | ф   | Свободный Китай: Мужество Верить | Free China: The Courage to Believe | Музыкант                                                        |
| 2008      | ф   | Принцесса Каюлани                | Princess Ka’iulani                 | Виктория Кавекиу Луналико Каланинуиахилапалапа Каюлани Клэгхорн |
| 2008—2014 | с   | Сыны анархии                     | Sons of Anarchy                    | Кэрриэнн Тэлфорд                                                |
| 2009      | ф   | Люди говорят                     | The people speak                   | Рассказчица                                                     |
| 2011—2014 | с   | Убийство                         | The Killing                        | Мэри/Мэйд                                                       |
| 2011      | ф   | Кричащие секреты                 | Shouting Secrets                   | Пинти                                                           |
| 2011      | с   | Неверленд                        | Neverland                          | Айя Тигровая Лилия                                              |
| 2012      | тф  | Свет от огня                     | Firelight                          | Кэролайн Магабо                                                 |
| 2012—2017 | с   | Лонгмайер                        | Longmire                           | Айаша Раундстоун                                                |
| 2013—2020 | с   | Пьяная история                   | Drunk History                      | Ланада Минс                                                     |
| 2013      | ф   | Власть убеждений                 | The Power of Few                   | Алекса                                                          |
| 2013      | кор | Бегущий олень                    | Running Deer                       | Райен                                                           |
| 2013      | ф   | Вызволение                       | Blaze You Out                      | Деми                                                            |
| 2013—2014 | с   | Парни с дня рождения             | The Birthday Boys                  | Красивая местная девушка                                        |
| 2015      | кор | Зимний свет                      | Winter Light                       | Гретхен                                                         |
| 2015      | с   | Жизнь                            | The Life                           | Лаура Мендоза                                                   |
| 2015      | ф   | Небо                             | Sky                                | Мисси                                                           |
| 2015      | ф   | Бен и Ара                        | Ben & Ara                          | Габриэлль                                                       |
| 2015      | ф   | Неестественный                   | Unnatural                          | Лили                                                            |
| 2015      | кор | Последнее свидание               | The Last Date                      | Габриэла Гонзалес                                               |
| 2016      | ф   | Те Ата                           | Te Ata                             | Мэри Фрэнсис Томпсон/Те Ата Фишер                               |
| 2017—2025 | с   | Йеллоустоун                      | Yellowstone                        | Анджела Блю Тандер                                              |
| 2017      | кор | Девушки хорошего периода         | The Good Time Girls                | Майра                                                           |
| 2017      | ф   | Хранилище                        | The Vault                          | Сьюзан Кромвелль                                                |
| 2017      | ф   | Недруги                          | Hostiles                           | Женщина-Олень                                                   |
| 2018—2020 | с   | Алиенист                         | The Alienist                       | Мэри Палмер                                                     |
| 2019      | ф   | Дора и затерянный город          | Dora and the Lost City of Gold     | Принцесса Инков Кавиллака                                       |
| 2019      | ф   | Цвет из иных миров               | Color Out of Space                 | Тума                                                            |
| 2020      | кор | Хранители жизни                  | Guardians of Life                  | Хирург                                                          |
| 2021—2024 | с   | Внутренние рейнджеры             | Spirit Rangers                     | Аятулутуль                                                      |
| 2022      | ф   | Лулу и Бриггс                    | Dog                                | Ники                                                            |
| 2023      | ф   | В прошлом году                   | Yesteryear                         | Альма Десвуд                                                    |
| 2024      | ф   | Раскрученный                     | Unwinding                          | Оливия Эйвери                                                   |
| 2024      | ф   | Жизнь Чака                       | The Life of Chuck                  | Джиневра Кранц                                                  |
| 2024      | ф   | Нечестивая троица                | The Unholy Trinity                 | Бегущее дитя                                                    |
| 2025      | ф   | Волк и ягненок                   | The wolf and the lamb              | Мария                                                           |

## Награды и номинации
- 2006. Награда Латиноамериканских медиа-искусств в номинации лучшая женская роль в фильме: «Новый свет».
- 2006. Награда Национального совета кинокритиков США за непревзойдённую эффектность в фильме: «Новый свет».
- 2006. Награда колумбийской ассоциации кинокритиков Вашингтона за лучшую женскую роль в фильме: «Новый Свет».
- 2006. Награда ассоциации кинокритиков вещания (номинация) за лучшую женскую роль в фильме: «Новый Свет».
- 2006.Награда ассоциации кинокритиков Чикаго (номинация) за лучшую женскую роль в фильме: «Новый Свет».
- 2006. Награда онлайн кинематографического сообщества кинокритиков (номинация) за лучшую женскую роль в фильме: «Новый Свет».
- 2008. Награда «Зеленый Голливуд» как лучшая актриса.
- 2010. Награда женщин кинокритиков за лучшую женскую роль в фильме: «Принцесса Каюлани».
- 2011. Награда кинофестиваля американских индейских фильмов (номинация) за лучшую женскую роль в фильме: «Кричащие секреты».
- 2012. Награда общества кинокритиков за лучшую женскую роль в фильме: «Принцесса Каюлани».
- 2013. Награда Феладельфийского кинофестиваля за лучшую женскую роль в фильме: «Принцесса Каюлани».
- 2016. Награда южновосточного национального кинофестиваля коренного индейского народа за лучшую женскую роль в фильме: «Принцесса Каюлани».
- 2016. Награда чёрного кинематографического фестиваля Сан — Диего за лучший актёрский состав в фильме «Бен и Ара».
- 2016. Награда Орландского кинофестиваля за лучшую женскую роль в фильме: «Те Ата».
- 2018. Награда кинематографического фестиваля в городе Траверс за лучший фильм: «Недруги».